# Valenzuela tamiami
Valenzuela tamiami är en insektsart som först beskrevs av Edward L. Mockford 1965.  Valenzuela tamiami ingår i släktet Valenzuela och familjen fransvingestövsländor. Inga underarter finns listade i Catalogue of Life.